# Алапидра
Алапидра (ест. Alapõdra) — село в Естонії, входить до складу волості Виру, повіту Вирумаа. До 2017 року входило до складу волості Симерпалу.